# Tachytrechus angustipennis
Tachytrechus angustipennis är en tvåvingeart som beskrevs av Friedrich Hermann Loew 1862. Tachytrechus angustipennis ingår i släktet Tachytrechus och familjen styltflugor. Inga underarter finns listade i Catalogue of Life.